# Кобуксон

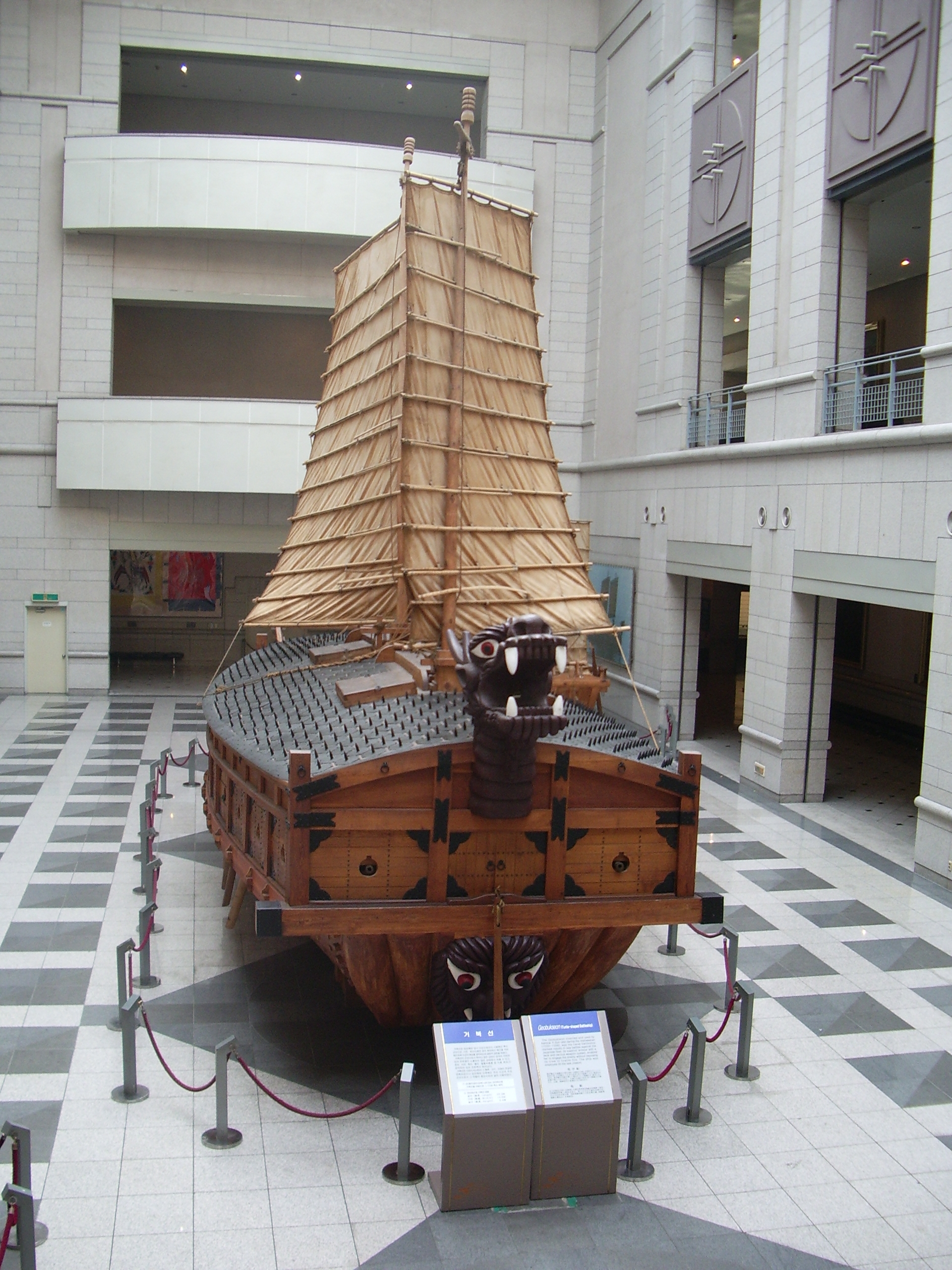
Репліка «корабля-черепахи» у військовому музеї Сеула.

Кобуксон (кор. 亀甲船, 거북선, «корабель-черепаха») — великий броньований військовий корабель, що був сконструйований у Кореї часів династії Чосон між 15 і 18 століттями. Належав до класу суден пханоксон. Корейський адмірал Лі Сунсін реформував корабель і поліпшив його конструкцію, зробивши його одним із найпотужніших бойових суден 16-17 століття.
Перші записи про кобуксони були зроблено між 1413 і 1415 в «Анналах династії Чосон». Ці кораблі виконували функції тарана і застосовувалися у операціях проти чжурчженів і японських піратів. З настанням миру в Кореї, ці кораблі перестали використовуватися.
Кораблі-черепахи, озброєні гарматами п'яти різних видів, були задіяні у Імджинській війні. До 1782 року на озброєнні корейського флоту перебувало 40 боєздатних кобуксонів.

## Технічні показники

### Броня
Пізні модифікації корабля-черепахи примітні насамперед тим, що їхній корпус був обшитий залізними щитами, які утворювали броню. Вважається, що кобуксони є одними з перших броненосців світу.
Броня складалася із декількох рядів шестикутних залізних пластин, які покривали палубу немов панцир черепахи. Кожна з цих пластин мала на поверхні гострий шип, який призначався насамперед для захисту від абордажу — улюбленого методу ведення морського бою японцями.
Окрім захисту від абордажних гаків залізні пластини також охороняли корабель від стріл і куль. Проте вони не могли захистити корабель від гарматного вогню.

### Озброєння
На носі корабля встановлювали голову дракона. Існує кілька різних версій використання цієї голови. Одна з них припускає, що головою дракона просто залякували ворога. Інша твердить, що в ній розміщувалась трубка, по якій у пащу дракона подавався їдкий дим, створюваний сумішшю сірки й селітри. Цей дим відігравав роль димової завіси.
Кобуксон міг нести до 30 гармат. Зазвичай, корабель оснащувався одинадцятьма бійницями на кожному борту і двома на носі та кормі. Різні версії корабля мали від 24 до 36 гармат. Через те, що гармати розташовувалися по всьому периметру корабля, вогонь міг вестися у будь-якому напрямку.
На озброєнні стояло п'ять типів гармат: Чхон («Небо»), Чи («Земля»), Хьон («Чорний»), Хван («Брунатний») і Син («Перемога»). Гармата типу Син була найлегшою і стріляла на 200 метрів, а Чхон була найпотужнішою з радіусом ураження до 600 метрів. Гармати Хьон і Хван були середнього класу і, як правило, стріляли не ядрами, а вогняними стрілами.
Потужне артилерійське озброєння корабля було однією з його основних переваг, дозволяючи трощити японські кораблі з великої дистанції.

### Критика
Існує думка, що середньовічна Корея не могла виготовляти метал в кількості та якості для захисту згаданих 15 кораблів.